# Leah Byrne
Leah Byrne est une actrice écossaise de théâtre et de télévision.

## Carrière

### Théâtre
Après avoir étudié dans une école de théâtre, Leah a rejoint le programme de formation pour jeunes acteurs du Dundee Repertory Theatre, un programme réputé pour développer les talents émergents – parmi les anciens participants figure Ncuti Gatwa. Pendant son séjour au Rep, elle a joué dans des productions telles que Tay Bridge et Oor Wullie,,,. Elle a également interprété l’un des jumeaux Sharkey dans Wolfie (some sort of fairytale) au Tron Theatre de Glasgow en 2023.

### Télévision
Elle a tenu des rôles à la télévision dans Le Mystère Kendrick, Call the Midwife et Nightsleeper. En 2025, elle a incarné la détective Rose Dickson dans la série Netflix Les Dossiers oubliés, une série policière suivant une unité déterminée mais troublée, dirigée par l’inspecteur en chef Carl Morck (interprété par Matthew Goode),,.

## Vie personnelle
Leah Byrne a grandi à Yoker, Glasgow, et a commencé à fréquenter le Scottish Youth Theatre dès l’âge de 11 ans. Naturellement timide dans son enfance, elle attribue à son expérience au SYT la confiance et les compétences nécessaires pour poursuivre une carrière d’actrice.
Elle a ensuite étudié au Royal Conservatoire of Scotland, où elle a obtenu un BA en acting en 2019,.
Le grand frère de Leah, Nathan, est également acteur, mais leur famille n’a pas de racines dans le show-business – leur père, Pete, était postier, et leur mère, Liz, est une ancienne employée de centre d’appels à la retraite.

## Filmographie
| Année | Titre                | Rôle           | Notes          |
| ----- | -------------------- | -------------- | -------------- |
| 2019  | Call the Midwife     | Maggie         | 1 épisode      |
| 2020  | Le Mystère Kendrick  | Infirmière IVF | 2 épisodes     |
| 2021  | Le Dernier Bus       | Helen          | 1 épisode      |
| 2022  | Dog Squad            | Sarah          | 1 épisode      |
| 2024  | Nightsleeper         | Femme au piano | 1 épisode      |
| 2025  | Les Dossiers oubliés | Rose           | Rôle principal |